# Ingeborg Fialová-Fürstová

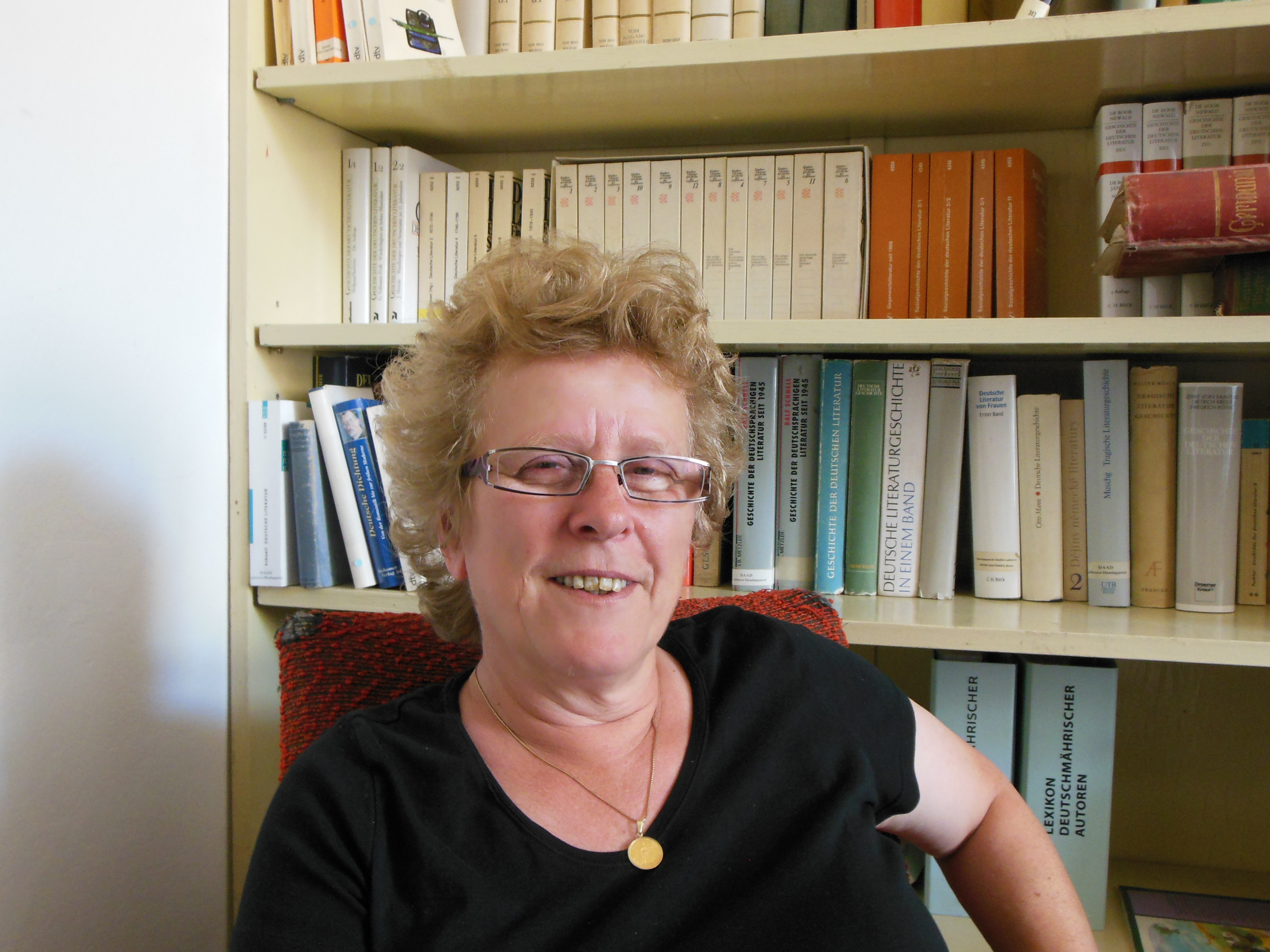
Ingeborg Fialová-Fürstová

Ingeborg Fialová-Fürstová oder Ingeborg Fiala-Fürst (* 17. November 1961 in Frýdek-Místek) ist eine tschechische Germanistin und Judaistin.

## Leben
Ingeborg Fialová studierte Germanistik und Bohemistik an der Palacký-Universität in Olmütz (Abschluss 1986). Im Jahre 1987 emigrierte sie nach Westdeutschland, wo sie an der Universität des Saarlandes arbeitete. Nach der Samtenen Revolution kehrte sie nach Olmütz zurück. Ingeborg Fialová wurde 1994 an der Palacký-Universität promoviert, 1998 habilitierte sie sich und wurde 2003 zur Professorin berufen.
Im Jahre 1997 gründete sie zusammen mit Lucy Topoľská und Ludvík Václavek an der Philosophischen Fakultät der Palacky-Universität Olmütz die Arbeitsstelle für deutschmährische Literatur, 2004 gründete sie ebendort den Lehrstuhl für Judaistik.
2010 wurde Ingeborg Fialová-Fürstová als ordentliches Mitglied der Geisteswissenschaftlichen Klasse in die Sudetendeutsche Akademie der Wissenschaften und Künste berufen. 2018 wurde sie als korrespondierendes Mitglied in die Österreichische Akademie der Wissenschaften gewählt.

## Schriften (Auswahl)
- Der Beitrag der Prager deutschen Literatur zum deutschen literarischen Expressionismus. Relevante Topoi ausgewählter Werke (= Beiträge zur Robert-Musil-Forschung und zur neueren österreichischen Literatur. 9). Röhrig, St. Ingbert 1996, ISBN 3-86110-082-7 (Zugleich: Olmütz, Universität, Dissertation, 1995).
- Expresionismus. Nkolik kapitol o nmeckém, rakouském a praském nmeckém literárním expresionismu. Votobia, Olmütz 2000, ISBN 80-7198-456-6.
- mit Milan Horňáček: Romantik. Eine Einführung. Univerzita Palackého v Olomouci – Filozofická Fakulta, Olmütz 2006, ISBN 80-244-1471-6.
- als Herausgeberin mit Peter Becher: Literatur unter dem Hakenkreuz. Böhmen und Mähren 1938–1945 (= Vitalis Scientia. 6). Vitalis, Prag u. a. 2005, ISBN 80-7253-106-9.
- Kurze Geschichte der deutschmährischen Literatur (= Beiträge zur deutschmährischen Literatur. 18). Univerzita Palackého v Olomouci, Olmütz 2011, ISBN 978-80-244-2851-2.